# قناة فدك
قناة فدك هي قناة فضائية إسلامية شيعية تابعة لهيئة خدام المهدي التي أسسها رجل الدين ياسر الحبيب. برامجها باللغات العربية والإنجليزية والفارسية. وفدك هو اسم لواحة تقع في أطراف الحجاز قرب مدينة خيبر في شبه الجزيرة العربية، ويعتقد الشيعة بأن فدك ميراث لفاطمة الزهراء من أبيها النبي محمد. وشعار القناة هو ”لا راية تبقى أمام راية آل محمد“.
منذ تأسيس هيئة خدام المهدي فقد طُرِحَت فكرة إنشاء قناة فضائية تروج لمبادئ والهيئة ومنطلقاتها، فتم الإعلان عن هذا المشروع لجمع التبرعات له، وكان ياسر الحبيب قد دعا في كلمة مصورة للتبرع لإطلاق قناة فدك، فبدأ البث التجريبي للقناة الذي استمر لمدة يومين في 11 شوال 1431 هـ (20 سبتمبر 2010)، وبعد ستة أيام من البث أُعلِنَ عن مد إرسال القناة إلى أقصى المغرب العربي والدول الأوروبية، وبعد أيام قُطِعَ بث القناة والذي اعتبرته هيئة خدام المهدي ”تهديدات أجبرت شركة الإرسال على قطع بث القناة على قمر أتلانتيك بيرد“.
أُعيد بث قناة فدك على قمر الهوت بيرد في 27 فبراير 2011، واستمرت في بث تجريبي لمدة أسبوع، ثم بدأ بثها الفعلي ولا زالت مستمرة حتى الآن. وقد أعلنت إدارة القناة مؤخراً عن نقص حاد في مواردها المالية مما قد يضطرها للإغلاق وقد دعت الناس للتبرع لها، إلا أنها تداركت هذا النقص. ولاحقاً قامت إدارة القناة بإنشاء صفحة على موقع الفيس بوك عنوانها ”المتبرعون المنتظمون لقناة فدك“، ودعت المتبرعين لتسجيل أسمائهم وبياناتهم كمتبرعين منتظمين بواقع 100 دولار شهرياً وذلك لتأمين تكاليف البث وضمان عدم انقطاعه.

## البرامج

### البرامج العربية

برنامج ”منبر الحقيقة“

- كيف زيف الإسلام. هي سلسلة محاضرات لياسر الحبيب، يقدم فيها تصوراته وآرائه حول بعض الشخصيات الإسلامية كأبي بكر، وعمر التي لعبت دوراً في تزييف الإسلام حسب رأيه.
- البحوث القرآنية.
- أكذوبة عدالة الصحابة. هي سلسلة محاضرات يناقش فيها ياسر الحبيب نظرية عدالة الصحابة، ويستعرض أدلته في رفضها. وعدالة الصحابة هي نظرية يعتقد بها السنة ومضمونها هي عدالة كل أصحاب النبي محمد.
- بناء شخصية المستقبل. هي سلسلة محاضرات أخلاقية لياسر الحبيب.
- جلسات الحوار. هي سلسلة من الجلسات يجيب فيها ياسر الحبيب حول بعض الأسئلة الموجهة إليه.
- تحرير الإنسان الشيعي.
- الرد على الضجة المفتعلة من أنصار عائشة. أقامت هيئة خدام المهدي احتفالاً في ذكرى وفاة عائشة بنت أبي بكر في 17 رمضان 1431 هـ، مما تسبب بردة فعل قوية من السنة وبعض الشيعة، فقد قام ياسر الحبيب بالتعليق على ردود الفعل في هذا البرنامج والرد عليها.
- الدروس الحوزوية في القواعد الفقهية.
- دروس الرواية والدراية والرجال. هي سلسلة دروس في علم الحديث وفق المنهجية الشيعية.
- متى ترانا ونراك. هي سلسلة محاضرات لعباس آغائي، يناقش فيه القضايا المتعلقة بالمهدي. (الإمام الثاني عشر عند الشيعة)
- أولياء الله في القرآن. هي سلسلة محاضرات للباحث العراقي حيدر الموسوي، تستعرض الآيات التي نزلت في أهل البيت.
- أخلاق آل النبوة. هي سلسلة محاضرات للباحث عبد الله الخلاف يستعرض فيها قصصاً أخلاقية عن أهل البيت.
- منبر الحقيقة. هي سلسلة محاضرات لعبدالله الهجري.
- أصحاب أهل البيت. هي سلسلة محاضرات للباحث عبد الله الخلاف، وهي استعراض لحياة أصحاب الأئمة عند الشيعة.
- زبدة الكلام. هو برنامج عن الشعر العربي والأدب، يقدمه الشاعر العراقي أحمد أبوطبيخ.
- فقهاء الشيعة. هي سلسلة محاضرات عن سير رجال الدين الشيعة، من تقديم الباحث عبد الله الخلاف.
- محاضرات. هي محاضرات متفرقة لياسر الحبيب.
- سلسلة مواضيع أخلاقية. هي محاضرات أخلاقية لعبد الأمير الخفاجي.

#### البرامج الموسمية والبث المباشر
لقناة فدك بعض البرامج الخاصة بوقت معين كالمناسبات المختلفة من عيد الغدير ووفيات المعصومين الأربعة عشر.
- اعلموا أني فاطمة. هي سلسلة محاضرات لعباس آغائي عن فاطمة الزهراء في ذكرى وفاتها.
- الليالي الفاطمية. هي سلسلة محاضرات لياسر الحبيب عن فاطمة الزهراء في ذكرى وفاتها.
- الليالي الحسينية. هي سلسلة محاضرات لياسر الحبيب عن الحسين بن علي بن أبي طالب في عاشوراء.
- الليالي الكاظمية. هي سلسلة محاضرات لياسر الحبيب عن موسى بن جعفر الكاظم في ذكرى وفاته.
- The Martyrdom of Lady Zainab. هي محاضرات باللغة الإنجليزية لعلي معاش في ذكرى وفاة زينب بنت علي بن أبي طالب.
- The Martyrdom of Imam al-Kadhim. هي محاضرات باللغة الإنجليزية لعلي معاش في ذكرى وفاة موسى بن جعفر الكاظم.
- حجوا محمدياً ولا تحجوا عمرياً. هي سلسلة محاضرات لعباس آغائي في موسم الحج.
- The Guide to Hajj rites. هي سلسلة محاضرات باللغة الإنجليزية يقدمه المحامي البريطاني سليم روزير.

وقد قامت القناة في جمادى الآخرة 1432 هـ (مايو 2011) بإعداد بعض البرامج بمناسبة ذكرى ميلاد فاطمة الزهراء، فقامت بتصوير بعض الاحتفالات التي أقيمت بهذه المناسبة. كما تم عرض برنامج لعبد الأمير الخفاجي اسمه ”عن الزهراء“ وهو من إنتاج ”هيئة خدمة أهل البيت“ في ألمانيا.
تقوم القناة أحياناً باستضافة ياسر الحبيب في بثٍ مباشر، يقوم فيه بعرض ورقة بحث حول أحد المواضيع الإسلامية، ثم يستقبل الاتصالات من المشاهدين. كما أن برنامج ”البث المباشر“ قد استضاف رجل الدين المصري حسن شحاتة في أول بثٍ لها. وقد قامت القناة بإجراء لقاء مباشر مع عبد الحميد المهاجر في 13 رجب 1432 هـ بمناسبة ذكرى مولد علي بن أبي طالب.

##### برامج شهر رمضان 1432 هـ
قامت القناة بإعداد برامج خاصة لشهر رمضان سنة 1432 هـ:
- الليالي الرمضانية. برنامج يُعرض في كل ليلة من ليالي رمضان، وهو لقاء مباشر مع ياسر الحبيب، يطرح فيه ورقة بحثية، ثم يتلقى الاتصالات.
- البحوث القرآنية. محاضرات مسجّلة لياسر الحبيب عن القرآن.
- ساعة سوالف. برنامج مباشر من تقديم الشاعر والإعلامي العراقي أحمد أبو طبيخ، ويتحدث عن مواضيع متنوعة. تحدث في بعضها منتقداً مسلسل معاوية والحسنين.
- نحن معكم. (هنا)
- محاضرات رمضانية. محاضرات لعبد الأمير الخفاجي.

بالإضافة إلى محاضرات مسجّلة لسلام العسكري، وكذلك لعبد الحميد المهاجر.

### برامج بلغات أخرى
- عدالت صحابه، دروغ بزرگ. برنامج باللغة الفارسية بعنوان ”عدالة الصحابة، الأكذوبة الكبرى“ يقدمه محمد مهدي سلمان بور، ويستعرض فيه أدلة الشيعة على رفض نظرية عدالة الصحابة.
- رد بر منحرفان. برنامج باللغة الفارسية بعنوان ”الرد على المنحرفين“ يقدمه محمد مهدي سلمان بور يرد فيه على من يعتبرهم منحرفين عقائدياً من الشيعة.
- پرتوى از نور فاطمه. برنامج باللغة الفارسية بعنوان ”شعاع من نور فاطمة“ يقدمه محمد مهدي سلمان بور.
- Question & Answer. برنامج باللغة الإنجليزية من إعداد الباحث علي حيدر، ويجيب فيه على الأسئلة الموجهة إليه حول الإسلام والتشيع.
- Islamic Beliefs. برنامج باللغة الإنجليزية بعنوان ”العقائد الإسلامية“ يستعرض عقائد الشيعة الإثني عشرية، يقدمه المحامي البريطاني سليم روزير.
- Journeys to Perfection. برنامج باللغة الإنجليزية بعنوان ”رحلات إلى التكامل“، وهي سلسلة محاضرات لعلي معاش.
- The Holy Quran. برنامج باللغة الإنجليزية عن القرآن، يقدمه علي النواب.
- Stories form Bihar Alanwar. برنامج باللغة الإنجليزية بعنوان ”قصص من بحار الأنوار“، وهي سلسلة محاضرات لعلي النواب يعرض فيها قصصاً مختارة من كتاب بحار الأنوار.
- Fact or Fiction. برنامج باللغة الإنجليزية بعنوان ”حقيقة أم خيال“ للباحث علي علي حيدر.
- La morale en Islam. برنامج باللغة الفرنسية يقدمه رجل الدين محمد سبانتا سيروز.

## انتقاد
تعرضت قناة فدك للانتقاد من قبل السنة وبعض الشيعة. ففي البث الأول للقناة، أقام المحاميان الإسلاميان طارق أبوبكر ونزار غراب في القاهرة دعوى ضد وزير الإعلام المصري ورئيس مجلس إدارة نايل سات لمطالبتهما بالتشويش على استقبال قناة فدك، ومنع استقبال القمر الصناعي المصري لبث القناة من على قمر أتلانتك بيرد الذي يدور مع نايل سات في مدار واحد. وقد أكدت الشركة المصرية للأقمار الصناعية نايل سات أنها لا تبث قناة فدك، وإنما أنها تبث على ترددات القمر الصناعي البحريني نور سات. كما انتقدت قناة فدك من بعض الوهابية لتعرضها الدائم لمناقشة شخصيات مقدسة عندهم كأبي بكر وعمر وعائشة ومن أشبه.
بعض الشيعة عَدَّ تأسيس قناة فدك ردة فعل على بعض الشيوخ مثل عدنان العرعور ومحمد العريفي ومحمد الزغبي الذين ينتقدون الشيعة على القنوات الوهابية كقناة صفا، وقناة وصال.

## تغطية القضايا السياسية

### الاحتجاجات البحرينية
مع أن قناة فدك قناة دينية ولا تهتم كثيراً بالقضايا السياسية، إلا أنها قامت بعمل برامج لتغطية الاحتجاجات الشعبية التي اندلعت في البحرين. حيث أن الأكثرية الاحتجاجات في البحرين كانت من قبل الشيعة الذين يشكلون حوالي 48% من سكان البحرين، وتحكمها عائلة آل خليفة السنية.
وقد استضافت القناة في برنامج البث المباشر عدداً من النشطاء السياسيين البحرينيين كعبد الرؤوف الشايب، وكريم المحروس، وقاسم الهاشمي.

### بدون الكويت
ضمن برامج قناة فدك لشهر رمضان؛ خصصت القناة برنامجاً يتناول قضية المحرومين من الجنسية في الكويت، حيث أن القناة تدافع عنهم. اسم البرنامج «نحن معكم» هو من تقديم الحقوقي عبد الصمد التميمي، ويعرض يومي الإثنين والأربعاء.

## وصلات خارجية
- الموقع الرسمي لقناة فدك
- برامج قناة فدك على موقع كاسر الصنمين
- موقع زبدة الكلام